# Leucoloma serraticuspis
Leucoloma serraticuspis är en bladmossart som beskrevs av Potier de la Varde 1948. Leucoloma serraticuspis ingår i släktet Leucoloma och familjen Dicranaceae. Inga underarter finns listade i Catalogue of Life.